# 卡斯蒂尔鲁伊斯
卡斯蒂尔鲁伊斯，是西班牙卡斯蒂利亚-莱昂索里亚省的一个市镇。总面积39平方公里，总人口304人（2001年），人口密度8人/平方公里。